# Thyra Tyrann
Thyra Tyrann, född 28 maj 2004, död 7 juni 2024, var ett svenskt russ som tävlade i ponnytrav mellan 2007 och 2022. Hon är en av Sveriges mest framgångsrika hästar inom ponnytrav, och segrade i Lilla Elitloppet fyra gånger (2014, 2019, 2021 och 2022). 

## Bakgrund
Thyra Tyrann var ett brunt sto efter Tyson II och under Sundbys Tuva (efter Parat). Hon föddes upp av Mia Strandqvist, Vollsjö och ägdes av Stall Julmyra.

## Karriär
Thyra Tyrann tävlade mellan juni 2007 och oktober 2022. Hon sprang under tävlingskarriären in 368 801 kronor på 184 starter varav 128 segrar, 19 andraplatser och 9 tredjeplatser. Hon segrade bland annat i Lilla Elitloppet fyra gånger, och var obesegrad från augusti 2018 till tävlingskarriärens slut i oktober 2022.
Hon avlivades den 7 juni 2024 efter att komplikationer tillstött efter en operation.